# Грант Фішер
Грант Джексон Фішер (англ. Grant Jackson Fisher; нар. 22 квітня 1997) — американський легкоатлет, який спеціалізується у бігу на довгі дистанції.

## Спортивні досягнення
Бронзовий олімпійський призер з бігу на 10000 метрів (2024).
Фіналіст олімпійських забігів на 5000 та 10000 метрів на Іграх-2020 — 9-е та 5-е місця відповідно.
Фіналіст забігів на 5000 та 10000 метрів на чемпіонаті світу-2022 — 6-е та 4-е місця відповідно.
Чемпіон США з бігу на 5000 метрів (2022). Переможець олімпійських відбіркових змагань США з бігу на 5000 та 10000 метрів (2024).
Рекордсмен світу з бігу на 5000 метрів на короткій доріжці — 12.44,09 (2025).
Рекордсмен Північної і Центральної Америки та країн Карибського басейну з різних дисциплін бігу на довгі дистанції.